# 威爾士王妃
威爾斯王妃（英語：Princess of Wales）是威爾斯親王之妻的頭銜，現任威爾斯王妃是凱薩琳。

## 概說
威爾斯王妃的英语原文為，該字同時有「王妃」和「公主」的意思，在中文語境當中則是指王妃。但部分威爾斯王妃已有「公主」頭銜：舉例，丹麥的亞歷山德拉及特克的瑪麗分別被稱呼為「亞歷山德拉公主」及「維多利亞·瑪麗公主」；然而這是因為她們在結婚之前就已經獲得公主頭銜。
由於此頭銜為持有者所有擁有的眾多頭銜中最高級的一個，因此通常會使用此一頭銜作為代稱。唯一的例外是卡蜜拉王后，她於2005年4月9日與時任威爾士親王查爾斯結婚後，王室考量英国社會對於其前任持有者黛安娜王妃的觀感，故不使用本頭銜，而是使用次一階的頭銜「康沃爾公爵夫人」。

## 威爾斯王妃其他的頭銜
當威爾斯王妃嫁給威爾斯親王，理所當然的獲得一系列附屬頭銜，包含：
- 康沃爾公爵夫人（Duchess of Cornwall）
- 羅撒西公爵夫人（Duchess of Rothesay，只在蘇格蘭使用）
- 切斯特伯爵夫人（Countess of Chester）
- 卡利克伯爵夫人
- 仁弗魯男爵夫人

王妃在蘇格蘭的頭銜是羅撒西公爵夫人，因為威爾士親王在蘇格蘭是羅撒西公爵，而該爵位在蘇格蘭歷史上是蘇格蘭储君頭銜，所以稱為羅撒西公爵夫人。

## 歷任威爾斯王妃
| 肖像 | 原名                  | 纹章 | 出生日期       | 結婚日期       | 獲得頭銜日期                                         | 配偶                                | 狀態改變日期               | 死亡日期       |
| ---- | --------------------- | ---- | -------------- | -------------- | ---------------------------------------------------- | ----------------------------------- | -------------------------- | -------------- |
|      | 肯特的瓊安            |      | 1328年9月19日  | 1361年10月10日 | 1361年10月10日                                       | 黑太子愛德華                        | 1376年6月7日 丈夫過世      | 1385年8月7日   |
|      | 安妮·內維爾           |      | 1456年6月11日  | 1470年12月13日 | 1470年12月13日                                       | 西敏的愛德華                        | 1471年5月4日 丈夫過世      | 1485年3月16日  |
|      | 阿拉貢的凱瑟琳        |      | 1485年12月16日 | 1501年11月14日 | 1501年11月14日                                       | 亚瑟·都铎                           | 1502年4月2日 丈夫過世      | 1536年1月7日   |
|      | 安斯巴赫的卡羅琳      |      | 1683年3月1日   | 1705年8月22日  | 1714年9月27日                                        | 乔治·奥古斯都王子                   | 1727年6月11日 丈夫繼承王位 | 1737年11月20日 |
|      | 薩克森-哥達的奧古斯塔 |      | 1719年12月30日 | 1736年4月17日  | 1736年4月17日                                        | 弗雷德里克·路易王子                 | 1751年3月31日 丈夫過世     | 1772年2月8日   |
|      | 布倫瑞克的卡洛琳      |      | 1768年5月17日  | 1795年4月8日   | 1795年4月8日                                         | 乔治·奥古斯都·弗雷德里克王子        | 1820年1月29日 丈夫繼承王位 | 1821年8月7日   |
|      | 丹麥的亞歷山德拉      |      | 1844年12月1日  | 1863年3月10日  | 1863年3月10日                                        | 阿尔伯特·爱德华王子                 | 1901年1月22日 丈夫繼承王位 | 1925年11月20日 |
|      | 特克的玛丽            |      | 1867年5月26日  | 1893年7月6日   | 1901年11月9日                                        | 乔治·弗雷德里克·恩斯特·阿尔伯特王子 | 1910年5月6日 丈夫繼承王位  | 1953年3月24日  |
|      | 黛安娜·史賓沙女爵     |      | 1961年7月1日   | 1981年7月29日  | 1981年7月29日                                        | 查尔斯·菲利普·亚瑟·乔治王子         | 1996年8月28日 離婚         | 1997年8月31日  |
|      | 卡蜜拉·帕克·鮑爾斯    |      | 1947年7月17日  | 2005年4月9日   | 公開場合不使用本頭銜，而是使用康沃爾公爵夫人的頭銜。 | 查尔斯·菲利普·亚瑟·乔治王子         | 2022年9月8日 丈夫繼承王位  |                |
|      | 凱薩琳·密道頓         |      | 1982年1月9日   | 2011年4月29日  | 2022年9月9日                                         | 威爾斯親王威廉                      | 現任                       |                |